# ギヨーム・ヴォーゲルス
ギヨーム・ヴォーゲルス（Guillaume Vogels、1836年6月9日 - 1896年1月9日）はベルギーの画家である。ベルギーにおける「印象派」の代表的な画家となり、次の世代のベルギーの画家たちに影響を与えた。

## 略歴
ブリュッセルの労働者階級の家に生まれた。初等学校を卒業した後、塗装、室内装飾の職人の見習いになり、親方の資格を得て、後に自らの工房を開いた。
ギリシャ出身でパリでギュスターヴ・クールベに学んだ後、ブリュッセルで働いていた画家、パンタジス(Périclès Pantazis:1849-1884)と友人になり、パンタジスから新しい絵画の技術を学んだ。1870年にパリを訪れ、「バルビゾン派」の画家たちの影響を受けた。ベルギーに戻り、1874年にヘントの展覧会に初めて出展するが批評家からの評価は低く、ヴォーゲルスの作品が認められるようになるのは1880年頃になってからで、この年サロン・ド・パリに出展した。1884年にベルギーの前衛的な美術団体、「20人展」にパンタジスとともに招待メンバーとなった。「20人展」を通じて、ジェームズ・アンソール(1860-1949)らの若いベルギーの画家たちと知り合い、アンソールとはイギリスやオランダを旅した。
1893年に「20人展」が解散した後、新たに設立された「ラ・リーブル・エステティーク（自由美学）」という美術団体に属してその展覧会に出展した。

## 作品

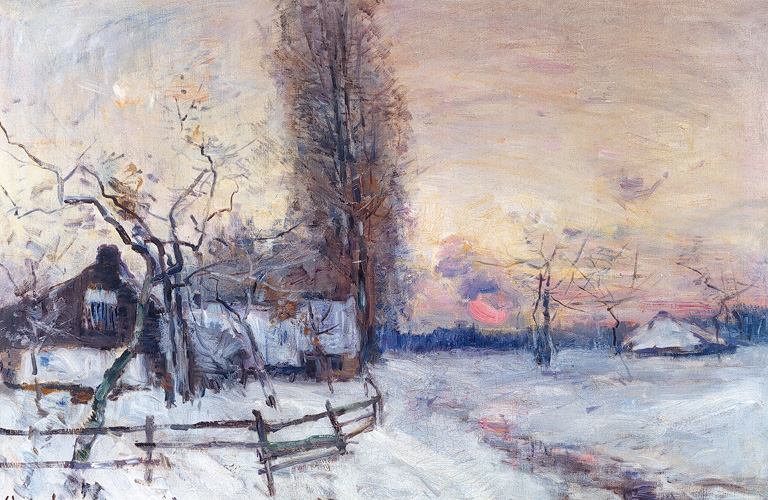
「雪の日の日没」(c.1890)
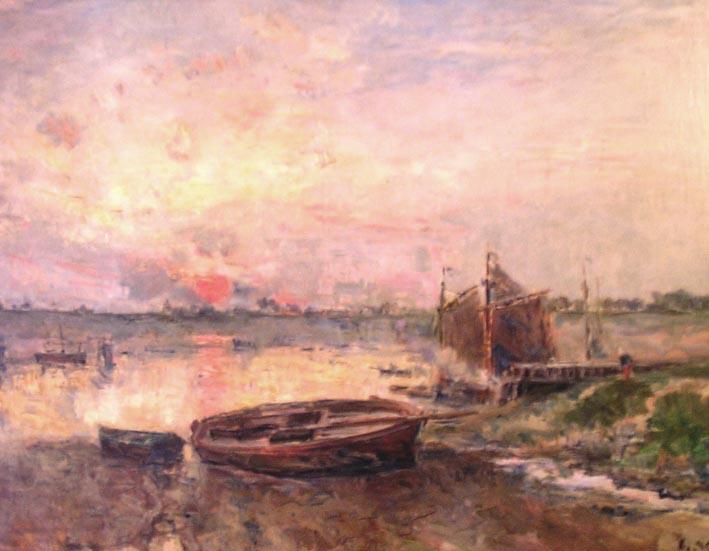
ニーウポールトの水路
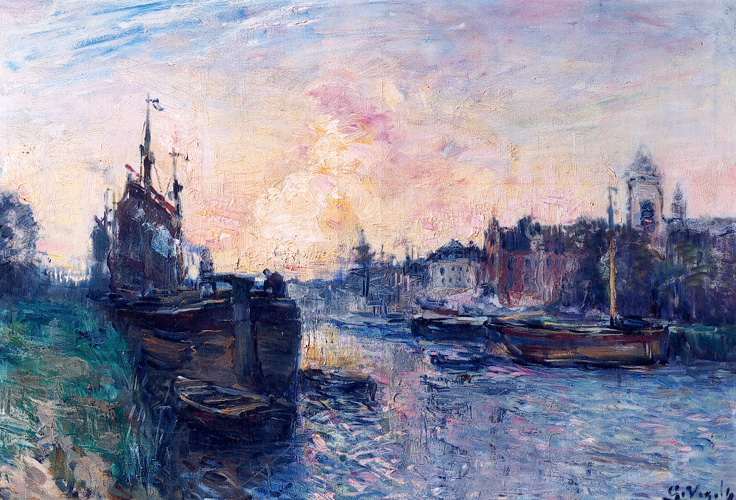
オランダの運河

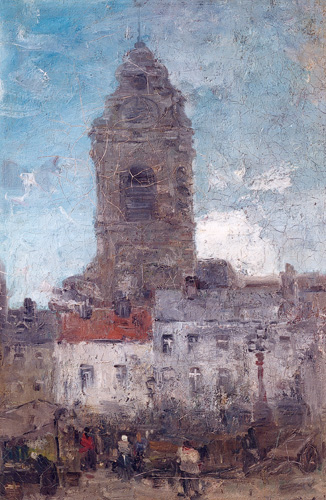
サン＝カトリーヌ教会の塔 (c.1885)
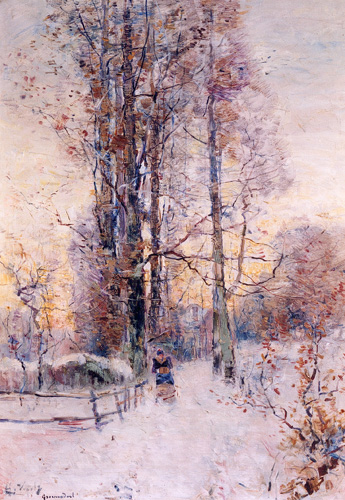
グローネンダールの冬(c.1891)
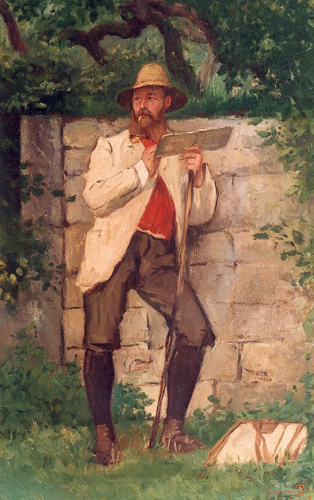
イポリット・ブーランジェ(画家)(1873)
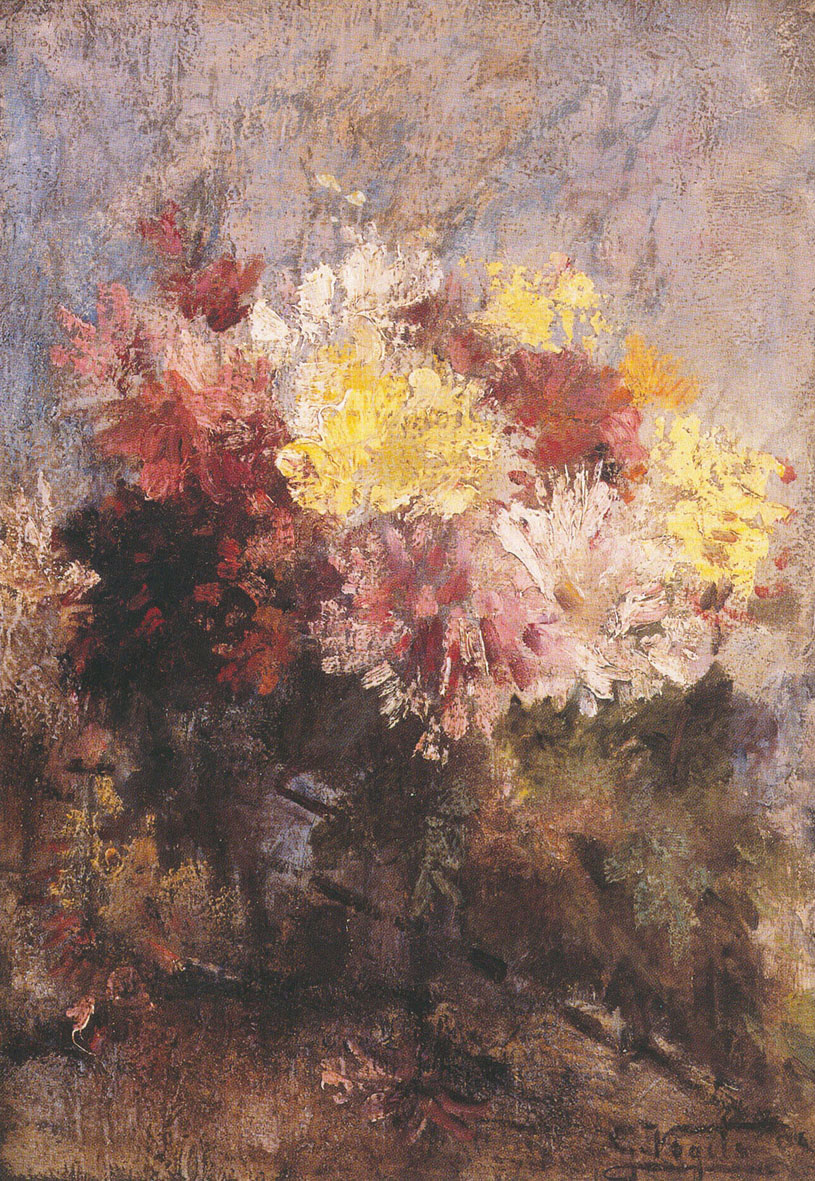
静物画